# Edlbach
Edlbach es un municipio del distrito de Kirchdorf an der Krems, en el estado de Alta Austria (Austria).